# The Patriot (luchador)
Delbert Alexander «Del» Wilkes Jr. (Columbia, 21 de diciembre de 1961-Newberry, 30 de junio de 2021) fue un luchador profesional y jugador de fútbol americano universitario estadounidense, más conocido por sus nombres en el ring, The Trooper y The Patriot. En el transcurso de su carrera de nueve años, Wilkes luchó para la American Wrestling Association, All Japan Pro Wrestling, World Championship Wrestling, y la World Wrestling Federation. 

## Carrera de fútbol universitario
Wilkes fue reclutado en gran medida como liniero ofensivo en Irmo High School de Columbia y jugó para los South Carolina Gamecocks. Fue uno de los cuatro únicos All-Americans de consenso de los Gamecocks, los otros fueron George Rogers (1980), Melvin Ingram (2011) y Jadeveon Clowney (2012). Wilkes agregó 50 libras de volumen a su cuerpo de seis pies tres y 225 libras para reforzar una línea ofensiva que en 1984 ayudó a establecer récords escolares de touchdowns (49), puntos (371) y ofensiva total (5095 yardas). Sabía que los Gamecocks harían algo especial cuando conoció al entrenador en jefe de primer año Joe Morrison antes de la temporada de 1983. Wilkes había dejado el equipo antes de que Morrison fuera contratado, pero acordó reunirse con el nuevo entrenador y excorredor de la NFL en un restaurante de Columbia, Carolina del Sur. Wilkes fue seleccionado como titular All-American en 1984 por la Asociación de Entrenadores de Fútbol Americano (AFCA), Associated Press (AP) y la Fundación de Fútbol Walter Camp (WC). A pesar de una campaña universitaria estelar, Wilkes no logró llegar a los Tampa Bay Buccaneers de la NFL en 1985 y a los Atlanta Falcons en 1986. Cuando el fútbol terminó para Wilkes, se dedicó a una carrera de lucha libre profesional que encontró físicamente agotadora pero económicamente gratificante.

## Carrera de lucha libre profesional

### American Wrestling Association (1988-1991)
Del Wilkes comenzó su carrera en la lucha libre profesional en la American Wrestling Association en 1988 con su nombre real durante un año, antes de luchar bajo el nombre en el ring The Trooper. Escribió boletas de multa a sus oponentes después de vencerlos como parte de su gimmick policial, y también repartía insignias de plástico de la policía a los fanáticos cuando entraba y salía del ring. The Trooper ganó el Campeonato Mundial en Parejas de la AWA con D. J. Peterson el 11 de agosto de 1990, en la última grabación televisiva de AWA. Peterson y Trooper resultarían ser los últimos Campeones Mundiales en Parejas de la AWA. En enero de 1991, Pro Wrestling Illustrated y sus publicaciones hermanas retiraron el reconocimiento del estatus de campeonato mundial de la AWA, pero continuaron reconociendo a Trooper y Peterson como titulares «Campeones en Parejas de AWA» hasta que la promoción finalmente cerró ese mismo año. Junto a Paul Diamond, Wilkes también encabezó la supercartelera/PPV casi anual de la AWA, SuperClash IV. En un combate de jaula de acero, obtuvieron la victoria sobre The Destruction Crew (Wayne Bloom & Mike Enos). 

### World Wrestling Federation (1991-1992)
Luchando como The Trooper, Wilkes recibió una lucha de prueba en una grabación de WWF Superstars en Rockford, Illinois el 6 de mayo de 1991, cuando derrotó a WT Jones. Al día siguiente en Green Bay, Wisconsin en un grabación de Wrestling Challenge, Wilkes derrotó a Tom Stone. Regresó el 12 de noviembre de 1991, en un dark match en una grabación de Wrestling Challenge en Springfield, Massachusetts. Luchando esta vez como The Patriot, Wilkes derrotó a The Brooklyn Brawler. Luego aparecería en cinco combates en marzo de 1992, luchando como Del Wilkes o The Patriot y enfrentándose a Rick Martel, Kato (Paul Diamond bajo una máscara) y The Repo Man.

### All Japan Pro Wrestling (1992-1994)
En 1992, Wilkes fue a luchar en All Japan Pro Wrestling. Tuvo éxito con Jackie Fulton, quien luchó como «The Eagle» para igualar el gimmick patriótico de Wilkes. El 2 de junio de 1993, The Patriot y The Eagle derrotaron a Kenta Kobashi y Tsuyoshi Kikuchi para ganar el Campeonato de Parejas de Asia. The Patriot y The Eatle se aferrarían a los títulos durante tres meses, y finalmente los perderían el 9 de septiembre de 1993 ante Doug Furnas y Dan Kroffat. A finales de 1993, The Patriot y The Eagle entraron en la World's Strongest Tag Determination League de 1993, donde terminaron en el séptimo lugar con 4 puntos.

### World Championship Wrestling (1994-1995)
En 1994, Wilkes firmó con World Championship Wrestling para formar un equipo con Marcus Alexander Bagwell llamado Stars and Stripes. Se pelearon con Pretty Wonderful (Paul Orndorff & Paul Roma) por el Campeonato Mundial en Parejas de la WCW. Los dos equipos lucharon por los títulos e intercambiaron victorias en combates no titulares durante varios meses. Una semana después de perder los títulos en Fall Brawl 1994, Stars and Stripes derrotó a Pretty Wonderful el 24 de septiembre de 1994, en WCW Saturday Night. Stars and Stripes mantuvo los títulos durante un mes, pero los perdió de nuevo con Pretty Wonderful en Halloween Havoc 1994. El 16 de noviembre de 1994, en Clash of the Champions XXIX, Stars and Stripes recuperó los títulos en un combate donde la máscara de Patriot estaba en juego. Tres semanas después, el 8 de diciembre, Stars and Stripes perdió los títulos ante Harlem Heat (el combate se emitió en la edición del 14 de enero de 1995 de WCW Saturday Night). Wilkes continuó luchando para WCW durante varios meses más hasta que se fue en mayo de 1995.

### Regreso a AJPW (1995-1997)
Después de no presentarse en el pago por evento de Slamboree en mayo de 1995, regresó a AJPW. Rápidamente formó un equipo con Johnny Ace. El 30 de agosto de 1995, Wilkes y Ace desafiaron a The Holy Demon Army (Toshiaki Kawada & Akira Taue) por el Campeonato Mundial en Parejas, pero perdieron. Luego, los dos entraron en la World's Strongest Tag Determination League de 1995, donde terminaron en cuarto lugar con 13 puntos.
El 2 de enero de 1996, Wilkes ganó el January 2 Heavyweight Battle Royal de All Japan para darle su segundo logro en All Japan. Para la victoria de la battle royal, Wilkes terminó su equipo con Ace y entró en la mid-card con poca dirección. En la primavera de 1996, Wilkes participó en el Champion Carnival de 1996, donde terminó en el noveno lugar con 6 puntos. En el verano de 1996, Wilkes formó un equipo con Kenta Kobashi, el 12 de octubre de 1996, desafiaron a "Dr. Death" Steve Williams y Johnny Ace por el Campeonato Mundial en Parejas, pero se quedaron cortos. En noviembre de 1996, Wilkes y Kobashi entraron en la World's Strongest Tag Determination League de 1996, donde terminaron en tercer lugar con 16 puntos, Wilkes incluso anotó una victoria por pinfall sobre Toshiaki Kawada.
A principios de 1997, Wilkes y Kobashi se reunieron con Johnny Ace y los tres formaron el stable GET (Global, Energetic, Tough). La participación de Wilkes con el grupo solo duró unos meses cuando dejó All Japan en julio de 1997.

### World Wrestling Federation (1997-1998)
El 30 de junio de 1997, derrotó a Rockabilly en un house show de Raw is War en Des Moines, Iowa. Su debut televisivo se produjo dos semanas después, en el episodio del 14 de julio de 1997 de Raw y tuvo un feudo con Bret Hart. La premisa de esta disputa era que Hart acababa de comenzar su stable antiestadounidense The Hart Foundation, y The Patriot era, como su nombre lo indica, un hombre que defendía a los Estados Unidos de América. Llevaba una máscara con barras y estrellas estadounidenses y llevaba la bandera de los Estados Unidos (usando un tema de entrada que se usaría para el luchador Kurt Angle años más tarde). Derrotó a Hart en televisión en un combate el 28 de julio de 1997, luego de la interferencia de Shawn Michaels. El 11 de agosto de 1997, Patriot hizo equipo con Ken Shamrock para luchar contra el equipo de The British Bulldog y Owen Hart, The Patriot cubrió a The British Bulldog por la victoria. Wilkes pasó a desafiar a Hart por el Campeonato de la WWF en Ground Zero: In Your House, donde Hart lo forzó a rendirse con el Sharpshooter. En One Night Only, Wilkes derrotó a Flash Funk. En Badd Blood: In Your House, Wilkes hizo equipo con Vader contra Bret Hart y The British Bulldog de la Hart Foundation, pero él y Vader perdieron el combate. Después de Badd Blood, Patriot estaba programado para hacer equipo con Vader, Goldust y Marc Mero como parte del Team USA en Survivor Series 1997, pero sufrió un desgarro de tríceps semanas antes, y fue reemplazado por Steve Blackman. Wilkes compitió en su último combate televisado de la WWF en el episodio del 1 de noviembre de 1997 de WWF Shotgun Saturday Night, donde perdió ante Jim Neidhart por descalificación. Fue liberado de su contrato a principios de 1998.

## Vida personal
Después de dejar la WWF, Wilkes se retiró debido al desgarro de tríceps mencionado anteriormente. Wilkes admitió que había usado esteroides anabólicos y cocaína durante su carrera, comenzando con sus días de fútbol americano universitario. Pasó nueve meses en prisión en 2002 por falsificar una receta debido a su adicción a los analgésicos. Wilkes finalmente dejó las drogas y residió en Columbia, Carolina del Sur, donde trabajó como vendedor de automóviles en una concesionaria de Nissan.
En una entrevista del 25 de julio de 2007 con el reportero de WACH Justin Kier, Wilkes habló sobre su carrera, el uso de esteroides, y el doble homicidio-suicidio de Chris Benoit, entre varios otros temas. Las últimas dos preguntas de Kier involucraban despedirse de los fanáticos y dar consejos a los jóvenes en el deporte de la lucha libre. Wilkes instó a los luchadores jóvenes a «aprender de nuestros errores». Dijo que cincuenta personas con las que una vez luchó en el deporte de la lucha libre ahora estaban muertas. Wilkes apareció en los episodios #232 y #278 del podcast The Steve Austin Show. En 2015, su documental Behind the Mask fue lanzado en DVD.

## Muerte
Wilkes murió de un ataque al corazón el 30 de junio de 2021, a la edad de 59 años.

## En lucha
- Movimientos finales
  - Como The Trooper
    - The Big Pinch / The Clamp (Two-handed neck claw)

  - Como The Patriot
    - Bridging full nelson suplex[15]
    - Patriot Missile (Diving shoulder block)[15]

- Movimientos de firma
  - Uncle Slam (Full Nelson slam)[15]

## Campeonatos y logros
- All Japan Pro Wrestling
  - All Asia Tag Team Championship (1 vez)[15][5] - con The Eagle
  - January 2 Korakuen Hall Heavyweight Battle Royal (1996)[19]

- American Wrestling Association
  - AWA World Tag Team Championship (1 vez) - con D. J. Peterson[15][20]

- Pro Wrestling Illustrated
  - PWI Most Inspirational Wrestler of the Year (1991)[21]
  - PWI lo situó en el #55 de los 500 mejores luchadores individuales en el PWI 500 en 1991[22]
  - PWI lo situó en el #208 de los 500 mejores luchadores individuales de los PWI Years en 2003

- World Championship Wrestling
  - WCW World Tag Team Championship (2 veces) - con Marcus Alexander Bagwell[15][23]